# Exallopus blakei
Exallopus blakei är en ringmaskart som beskrevs av Hilbig 1991. Exallopus blakei ingår i släktet Exallopus och familjen Dorvilleidae. Inga underarter finns listade i Catalogue of Life.